# McKechnie
McKechnie is een historisch merk van motorfietsen.
McKechnie Motors, Kings Head Chambers, Coventry. 
Engels merk dat alleen in 1922 motorfietsen bouwde. Dit waren luxe tweecilinders met achtervering. Voor de aandrijving diende een 688 cc Coventry Victor-boxermotor.